# Marko Kolar
Marko Kolar (Zabok, 1995. május 31. –) horvát korosztályos válogatott labdarúgó, a szlovén Maribor csatárja.

## Pályafutása

### Klubcsapatokban
Kolar a horvátországi Zabok városában született. Az ifjúsági pályafutását a Mladost Zabok és a Tondach Bedekovčina csapataiban kezdte, majd 2008-ban a Dinamo Zagreb akadémiájánál folytatta.
2013-ban mutatkozott be a Dinamo Zagreb első osztályban szereplő felnőtt csapatában. 2013 és 2015 között a Sesveténél és a Lokomotiva Zagrebnél szerepelt kölcsönben. 2015-ben a lehetőséggel élve a Lokomotiva Zagrebhez igazolt. A 2016–17-es szezonban az Inter-Zaprešić csapatát erősítette kölcsönben.
2017-ben a lengyel első osztályban érdekelt Wisła Kraków szerződtette. Először a 2017. november 4-ei, Sandecja Nowy Sącz ellen 3–0-ra megnyert mérkőzés 90. percében, Carlitos cseréjeként lépett pályára. Első gólját 2018. augusztus 19-én, a Lech Poznań ellen 5–2-es győzelemmel zárult találkozón szerezte meg. 2019-ben a holland Emmenhez igazolt. 2019. augusztus 3-án, a Groningen ellen 1–0-ra elvesztett bajnokin debütált.
2021. július 1-jén hároméves szerződést kötött a Wisła Płock együttesével. Először a 2021. július 24-ei, Legia Warszawa ellen 1–0-ra elvesztett mérkőzés 65. percében, Mateusz Szwocht váltva lépett pályára. 2021. augusztus 9-én, a Radomiak ellen 1–0-ra megnyert találkozón Kolar szerezte a győztes gólt. 2023. július 1-jén a szlovén Mariborhoz írt alá.

### A válogatottban
Kolar az U17-es, az U19-es és az U21-es korosztályú válogatottakban is képviselte Horvátországot.

## Statisztikák
2023. július 20. szerint
| Klub                           | Szezon   | Osztály     | Bajnokság | Bajnokság | Kupa  | Kupa | Nemzetközi | Nemzetközi | Összesen | Összesen |
| Klub                           | Szezon   | Osztály     | Meccs     | Gól       | Meccs | Gól  | Meccs      | Gól        | Meccs    | Gól      |
| ------------------------------ | -------- | ----------- | --------- | --------- | ----- | ---- | ---------- | ---------- | -------- | -------- |
| Lokomotiva Zagreb (kölcsönben) | 2014–15  | 1. HNL      | 30        | 7         | 1     | 0    | —          | —          | 31       | 7        |
| Lokomotiva Zagreb              | 2015–16  | 1. HNL      | 18        | 3         | 0     | 0    | 4          | 2          | 22       | 5        |
| Lokomotiva Zagreb              | 2017–18  | 1. HNL      | 6         | 0         | 0     | 0    | —          | —          | 6        | 0        |
| Lokomotiva Zagreb              | Összesen | Összesen    | 54        | 10        | 1     | 0    | 4          | 2          | 59       | 12       |
| Inter-Zaprešić (kölcsönben)    | 2016–17  | 1. HNL      | 29        | 5         | 1     | 1    | —          | —          | 30       | 6        |
| Wisła Kraków                   | 2017–18  | Ekstraklasa | 5         | 0         | 0     | 0    | —          | —          | 5        | 0        |
| Wisła Kraków                   | 2018–19  | Ekstraklasa | 26        | 12        | 1     | 0    | —          | —          | 27       | 12       |
| Wisła Kraków                   | Összesen | Összesen    | 31        | 12        | 1     | 0    | 0          | 0          | 32       | 12       |
| Emmen                          | 2019–20  | Eredivisie  | 21        | 4         | 1     | 0    | —          | —          | 22       | 4        |
| Emmen                          | 2020–21  | Eredivisie  | 14        | 1         | 1     | 0    | —          | —          | 15       | 1        |
| Emmen                          | Összesen | Összesen    | 35        | 5         | 2     | 0    | 0          | 0          | 37       | 5        |
| Wisła Płock                    | 2021–22  | Ekstraklasa | 27        | 4         | 1     | 1    | —          | —          | 28       | 5        |
| Wisła Płock                    | 2022–23  | Ekstraklasa | 26        | 4         | 2     | 0    | —          | —          | 28       | 4        |
| Wisła Płock                    | Összesen | Összesen    | 53        | 8         | 3     | 1    | 0          | 0          | 56       | 9        |
| Maribor                        | 2023–24  | Prva Liga   | 0         | 0         | 0     | 0    | 2          | 0          | 2        | 0        |
| Összesen                       | Összesen | Összesen    | 202       | 40        | 8     | 2    | 6          | 2          | 216      | 44       |